# حزب الأحرار الحجازي
حزب الأحرار الحجازي هو حزب سياسي من الحجاز موالي للهاشميين و حكمهم ومعارض للحكم السعودي و هو إنفصالي يدعو لانفصال الحجاز عن المملكة العربية السعودية ، تأسس الحزب عام 1928 و توقف نشاطه عام 1935 و من أبرز قادته محمد طاهر دباغ وحامد بن رفادة البلوي  وقاد الأخير تمردا عسكريا ضد عبد العزيز آل سعود في عام 1932 إنتهى بهزيمته ومقتله على يد القوات السعودية، وقد تلقى الحزب تمويل خارجي من إمارة شرق الأردن.